# Петропавловская ТЭЦ-2
Петропа́вловская ТЭЦ-2 (каз. Петропавл екінші жылу электр орталығы, ПТЭЦ-2) — тепловая электростанция регионального значения, основной источник тепловой и электрической энергии Северо-Казахстанской области. Расположена в казахстанском городе Петропавловск. Принадлежит АО «СевКазЭнерго», которое в свою очередь входит в состав казахстанского энергетического холдинга ЦАЭК. Выработанная станцией электрическая и тепловая энергия идёт на покрытие нужд города, кроме того электроэнергия экспортируется в Россию. ТЭЦ входит в Единую энергосистему Казахстана.

## История
Предшественником ТЭЦ-2 была Петропавловская ТЭЦ-1, пущенная в военный 1943 год.
В первой половине 1950-х в Казахстане наметилось освоение целины, что потребовало бы новый, более крупный источник энергоснабжения. Кроме того, строительство ТЭЦ привязывалось к Транссибирской магистрали, на которой начался перевод движения на электрическую тягу. С 1956 года велись подготовительные работы, а в 1958 году началось возведение непосредственно самой Петропавловской ТЭЦ-2. В 1961 году вводом в строй парового котла ТП-46/А и турбоагрегата Т-42-90/1,2 мощностью 42 МВт была пущена электростанция. На протяжении 1960-х на ТЭЦ-2 было установлено ещё 6 турбоагрегатов, в результате чего электрическая мощность в 1969 году выросла до 380 МВт. К имеющимся 12 паровым котлам во второй половине 1970-х дополнительно было смонтировано и введено 4 пиковых водогрейных котла КВГМ-100 суммарной мощностью 400 Гкал/ч. Во времена СССР входила в состав районного управления «Целинэнерго».
В 1997 году согласно Постановлению Правительства Республики Казахстан за № 70 от 11 февраля, в рамках приватизации была передана ТОО «Росказэнерго». В 1998 году электростанцию приобрела американская инвестиционная корпорация Access Industries, принадлежащая уроженцу СССР Леониду Блаватнику. Кроме того, американцам принадлежали угольный разрез «Богатырь» и Экибастузская ГРЭС-2. Другая ГРЭС в Экибастузе также принадлежала компании из США — AES Corporation. В 2007 году имущественный комплекс Петропавловской ТЭЦ-2 приобрела компания ЦАТЭК, являющаяся ныне единственным акционером корпорации ЦАЭК, которой принадлежат Павлодарская ТЭЦ-3, Павлодарская ТЭЦ-2 и Экибастузская ТЭЦ.
20 марта 2022 года на Петропавловской ТЭЦ-2 обрушилась одна труба. Аварийную трубу было решено снести и построить на ее месте новую.

## Основные данные
Производственные показатели электростанции на 2014 год:
- Установленная электрическая мощность — 434 МВт[11]
- Располагаемая электрическая мощность — 364 МВт[11]
- Выработка электроэнергии — 2,73 млрд кВт⋅ч[11]

На начало 2016 года установленная электрическая мощность Петропавловской ТЭЦ-2 составляла 479 МВт.
Основной вид топлива, использующийся на станции — каменный уголь Экибастузского бассейна, в качестве растопочного топлива используется мазут. Численность персонала станции — 799 человек.